# Импресионизам
Импресионизам (фр. Impressionnisme), сликарски покрет настао у Француској 1860-их са великим утицајем на уметност у наредних пола века. Као организован покрет, импресионизам је био сасвим француски феномен, али су његове идеје и праксе усвојили и неки уметници у Енглеској и Немачкој, а имао је присталица у Сједињеним Државама и Аустралији.. На почетку 20. века, извршио је пресудан утицај на уметност авангарде у Европи. У суштини, импресионисти су довели у питање ауторитет академског сликарства до детаља довршених дела великих размера, у корист сликарства којим је изражен уметников непосредан одговор на природу и свет.
Главна тема највећег дела импресионистичког сликарства је пејзаж, сликарски жанр који је у ранијим традицијама до епохе романтизма имао другоразредну улогу, углавном као позађе амбициозних сцена митолошког, хришћанског и историјског карактера.
Језгро импресионистичке групе је оформљено 1860-их, а име је „досетка” једног критичара који је писао о њиховој првој изложби одржаној у Паризу 1874. године. Укупно је одржано осам изложби импресиониста, последња 1886. године, уједно и тренутак када група почиње да губи кохезију, мада никада није ни била званичног карактера.
Појаву импресионизма, на одређени начин, најављују Енглези Џон Констебл и Вилијам Тарнер, иако их се не може сматрати непосредном инспирацијом француских импресиониста. Француски сликари Гистав Курбе, и посебно Ежен Делакроа, главна инспирација већини водећих сликара групе, су претходница за многе идеје импресионизма. Међу најистакнутије представнике, а уједно и осниваче покрета, убрајају се: Клод Моне, Едуар Мане, Камиј Писаро, Алфред Сисли, Едгар Дега и Огист Реноар. Немачки импресионизам представљају Ловис Коринт (Lovis Corinth), Макс Либерман (Max Liebermann), Лесер Ури (Lesser Ury) и  Макс Злефогт (Max Slevogt) чији је спонтани приступ светлу и атмосфери у свом раном делу наговестио Адолф фон Менцл.

## Одлике стила и историја импресионизма
У модерној историји умјетности импресионизам се појавио шездесетих година 19. века у Француској, а доминирао је последњим деценијама деветнаестог и у првој деценији двадесетог века. У друштвеним оквирима и духовној клими Другог царства и Треће републике, импресионистички поглед добија своје специфичне одлике: сензуалистички однос према стварности и хедонистичку склоност да се из стварности као мотива уметичког стваралаштва одаберу они комплекси који се могу доживети индивидуално и тренутачно. Ове тежње су се најјасније испољиле у „најсликовитијим” и најмање „интелектуалним” гранама уметности: сликарству и музици. Фокус импресионистичких слика пре свега на визуелно, пролазно и „случајно” одражавао је духовно стање грађанског друштва с краја 19. века, али су естетске вредности и формалне специфичности нове уметности, логичан резултат константног раста реалистичких тенденција током целог столећа. Већ у периоду романтизма прокламовано је начело слободног, индивидуалног стваралаштва које ће кроз реализам и импресионизам ставити тачку на превласт званичног академизма, оптерећеног класичним садржајем и традиционалним правилима тонског сликарства.
Група француских уметника у Паризу је 1874. године организовала независну изложбу слика у галерији-атељеу великог фотографа Надара, са очигледном намером да се представи публици изван оквира званичног Салона у организацији Француске академије уметности. Клод Моне, један од учесника изложбе, изложио је слику под именом Импресија, рађање сунца (Музеј Мармотан Моне, Париз).
Израз „импресионизам” је кованица Луја Лероја, неблагонаклоног критичара сатиричног листа Шаривари, који је посетио изложбу одржану у галерији великог фотографа Надара, и пронашао реч у имену поменуте слике Клода Монеа, те своју рецензију напросто насловио „Изложба импресиониста”. Описујући слику која му је послужила за наслов његовог чланка, Лерој је написао:
Тапета у свом зачетном стању изгледа довршеније од овог морског пејзажа.— Луј Лерој, 1874
Име импресионизам је брзо широко прихваћено међу критиком и публиком, али га нико од уметника на које се односио није одмах прихватао, јер је коришћено за опис врло различитих слика и сликовних приступа. Међутим, ова такорећи „досетка критичара” је постала име једног од најзначајнијих покрета уметности с краја 19. века. 
Годинама касније Моне је испричао причу која стоји иза именовања слике и гужве која је због тога настала:
Желели су да знају име слике за каталог; јер није могла да прође као „Поглед на Авр”. Одговорио сам: „Користите импресија.” Неко је из тога извео „импресионизам” и тада је почела забава.— Клод Моне
Слика, Импресија, рађање сунца, представља романтични склад неба и воде, пример атмосферске растопљености која карактерише импресионизам. То је танка светлоплава копрена кроз коју се пробило ружичасто-бледоцрвено сунце које се рађа. Одрази у води су назначени кратким, испрекиданим потезима кичице, али слика као целина нема ничег од оптичких својстава, научне анализе које ће критичари и историчари ускоро приписати том покрету. Прве импресионисте су мање занимале научне теорије о светлости и боји од једноставног али неодољивог доживљаја природног света, виђеног непосредно, у сјају пуне сунчеве светлости или у хладном и чаробном тајанству зоре или сутона. Тек касније ће неоимпресионисте — Жоржа Сераа, Пола Сињака и, неко време, Камија Писара — опчинити нека нова открића у научном перципирању боје слике. За Монеа је слика Импресија, рађање сунца, био покушај да се ухвате пролазни видови једног променљивог тренутка, можда више него иједна његова друга слика до касних серија венецијанских призора или Локвања.
Практично је немогуће пронаћи јединствену дефиницију која би обухватила читав спектар сликарских приступа који се обично описују као „импресионизам”. Ипак, класичан пример једног импресионистичког пејзажа поседује одређене особине које се могу лако уочити: релативно је малих размера; по академским стандардима недоследан по питању композиције; углавном је сликан напољу („плен-ер”, фр. plein-air, или „пленeризам” и „сликање пред мотивом” фр. peinture sur le motif) а не у атељеу; општи колорит слике одликују светли тонови боје са комплементарним контрастима, а потези кичицом су слободни и маштовити не следећи класичне обрасце локалне боје и тонског решавања облика. Узевши у обзир  ове чиниоце и размотривши историјски контекст и интелектуални и друштвени оквир у ком се покрет појавио, могуће је доћи до одређене дефиниције импресионизма и његових стварних домета.
Међу учесницима прве колективне изложбе импресиониста, 1874. године, су били: Клод Моне, Камиј Писаро, Пјер Огист Реноар, Алфред Сисли, Едгар Дега, Пол Сезан и Берта Моризо. Ових седам уметника, заједно са Едуардом Манеом – који није учествовао на овој, али ни на једној другој изложби групе – генерално се сматрају водећим сликарима импресионизма, мада по методу рада, техници и избору теме својих слика, Дега и Мане се знатно разликују од осталих. Веза између ових уметника се успоставила у деценији 1860-их. Моне, Реноар, Сисли и Фредерик Базиј су се упознали 1862. године у атељеу академског сликара Шарла Глејра. Моне је упознао Писара око 1860, а Сезан је успоставио контакт с групом око 1863. године. Године 1863. у Салону одбијених (Salon des Refusés), под званичним покровитељством француске државе, организована је изложба уметника чија су дела одбијена за званични Салон исте године. Ту је био и Манеов Доручак на трави, посебно битна слика за импресионисте која је послужила као полазна тачка за уједињење њихових циљева и деловања. Крајем 1860-их, Мане и Дега су одржавали близак контакт са осталим импресионистима преко париске кафане Гербоа, места где су се ови уметници састајали и размењивали мишљења и идеје о својој уметности. До 1870. године сви импресионисти су се редовно пријављивали на званични Салон, али, након одређеног почетног успеха, њихова дела су систематски одбијана. Један пројекат Монеа и Базила из овог периода, може се узети као зачетак ове изложбе из 1874. године.
Због француско-пруског рата 1870. године, почетна група импресиониста се распала. Моне и Писаро су потражили уточиште у Лондону, а Базиј је погинуо на фронту. Након укидања Париске комуне 1871. године, вратили су се заједно у Париз и одлучили да се више не пријављују на изложбе Салона. Једино је Мане, који никада није ни учествовао на изложбама импресиониста, наставио да пријављује своја дела за Салон. Изложбе групе импресиониста су под различитим именима одржане 1874. 1876. и 1877, годишње између 1879. и 1882, а последњи пут 1886. године. Оне су биле средиште заједничког деловања групе, али су се њихови уметнички циљеви и идеје о излагању постепено све више удаљавали. На последњој изложби одржаној 1886. године, излагали су само Дега, Берта Моризо и Писаро од уметника који су чинили почетни круг, заједно са новим млађим уметницима, Гогеном, Сераом и Сињаком.
Између 1868. и 1883. године, чланови групе су такође понекад сликали заједно, посебно пејзаже у долини Сене на северозападу Париза, неретко и исте мотиве; Сисли, Реноар и Мане у Аржантеју где је живео Моне између 1872. и 1878. године; Сезан, а касније и Гоген у Понтоазу где је живео Писаро између 1872. и 1882. године. Ови радни контакти уједно са заједничким деловањем у Паризу, дали су њиховом сликарству одређени склад у стилу и циљу у деценији 1870-их. Неки уметници су остали блиски због личног пријатељства које су тако развили, посебно Моне, Реноар и Писаро, али је већина после 1880. године кренула властитим уметничким путем.
Већина мањих пејзажа које су импресионисти излагали 1870-их, изгледају у потпуности настали у природи, пред мотивом сликања. Уместо да сликају у атељеу, као сви претходни пејзажисти који су тако стварали велике слике за излагање, настале на основу малих скица из природе, импресионисти су те своје, за тадашњи стандард „мале” пејзаже сматрали готовим делима за излагање, придајући нарочиту важност спонтаном запису природе. За пример могу послужити одређена дела изложена на првој изложби импресиониста из 1874. године: Импресија, рађање сунца и Дивљи макови од Монеа, Жетва од Реноара и Мраз од Писара.
Међутим, сликање напољу, у природи, није била новост сама по себи. Скицирање пејзажа уљем у природи је била стандардна пракса усавршавања француских пејзажиста најмање од краја 18. века, што је очигледно у мањим студијама пејзажа Пјера Анрија Валенсијена насталим у деценији 1780-их (Сви примјери данас у Лувру). Понекад је Валенсијен скицирао исти мотив под различитим метереолошким условима као што ће касније чинити Моне. На почетку 19. века у Енглеској је постојала слична традиција скицирања у природи у сликарству Џона Констабла (Примери у Музеју Викторија и Алберт у Лондону). Међутим, ове мале студије нису биле предвиђене за излагање, већ се радило о спонтаном запису светлости и мотива који би уметник касније користио за амбициозније композиције настале у атељеу и које је на крају излагао публици. Ипак, постепено су уметници све више ценили ове спонтане скице и студије настале у природи и на чистом ваздуху (плен-ер). Неколико пута је Камиј Коро у Салону излагао скице и студије настале непосредно пред мотивом, уместо уобичајених композиција које је стварао у атељеу, а Добињи је у деценијама 1850-их и 1860-их излагао велике пејзаже који су највећим делом сликани у природи. Ова француска традиција представља исходиште за каснија дела импресиониста. Врло мало је вероватно да су француски импресионисти имали знања о сличним покушајима енглеских прерафаелита између 1848. и 1856. године.
У својим првим студијама у природи, Писаро и Берта Моризо су узор нашли у делу Камија Короа, а Монеови непосредни ментори су били сликари Ежен Боден и Јохан Бартолд Јонгкинд, који су га саветовали док је сликао на обали близу луке Авра. Ни један ни други нису искључиво сликали у природи, али се Боден залагао да се слика на основу живота и природе кад год је то могуће, или барем, по његовим речима, „док је утисак (из природе) још увек свеж”. Јонгкинд је рутински сликао аквареле, а повремено 1860-их, и уљане скице истих мотива.
Моне је 1864. године поносно говорио да је насликао слику „у потпуности пред мотивом” (sur le motif), али дела која је пријављивао за изложбе Салона у деценији 1860-их, са можда једним изузетком, сликао у атељеу. Његов једини покушај слике већег формата непосредно пред мотивом, Жене у врту (1866), није се више поновио, а када се 1870. године последњи пут пријавио за Салон, послао је дела настала у атељеу и увеличана на традиционални начин, на основу скица из природе. У деценији 1860-их и други млади импресионисти за Салон пријављују дела већих димензија сликана у атељеу, такође увеличане верзије студија „пред мотивом”.
Временом је импресионисте све више опседала идеја сликања у природи. Наизглед је Сисли изложио две такве слике у Салону 1870. године (једна је била Канал Сен Мартен, Музеј тениског терена у Паризу), а групне изложбе из периода 1870-их су дала очекивани излаз тим делима. У исто време Мане, под утицајем Монеа и других сликара групе, слика мања уљана платна  у природи, на пример Клод Моне у свом чамцу-атељеу (1874; Нова пинакотека у Минхену), али је амбициознија дела предвиђена за Салон и даље сликао у атељеу (на пример, У зимском врту, 1878–9; Национална галерија у Берлину). Дега је одувек сликао у атељеу. Нико од импресиониста, са изузетком Сислија, није се искључиво ограничио на мања дела настала непосредно пред мотивом. На изложбама групе, Моне је излагао и донекле декоративна платна, као на пример Јапанка, 1876; Музеј лепих уметности у Бостону), а Реноар из данашње перспективе битну слику импресионизма као Бал у млину Галет (1876; Музеј тениског терена у Паризу). Могуће је да и Писаро користио атеље током целе деценије 1870-их за своја амбициознија дела (на пример, Обала Бу у Ермитазу, Понтоаз, 1877; Национална галерија у Лондону).
После 1880, већина импресиониста је све више увиђала недостатке сликања у природи непосредно пред мотивом, посебно због чињенице да ће се слике касније излагати и посматрати у ентеријеру под другачијим светлом, али и због искустава у вези променљивих чуди природе и очигледне немогућности да се начини непосредан запис феномена онако како је то сликар на почетку замишљао. Реноар се жалио на непрестане смене сунца и облака, а Моне поред тешкоће да се поново сретне са истом комбинацијом климатских услова, на непредвидиву плиму док је сликао на морској обали. Реноар је касније причао како су га у деценији 1880-их фрустрације сликања у природи натерале да се врати методу Короа, рада у атељеу на основу мањих скица из природе (на пример код слике Жена уређује косу; Стерлинг и Френсин Кларк уметнички институт у Вилијамстауну). Писаро се практично није вратио сликању у природи након 1880-их, делом због проблема с видом, али понајвише зато што је, како је казао 1892. године, једино у атељеу био у стању да својим сликама пружи „интелектуално јединство” ком је тежио. Моне је и даље одржавао имиџ сликара који слика у природи, и свима који су га у овом периоду интервјуисали је заиста тако и изгледало, али његова писма показују да је све учесталије користио атеље за њихово довршавање. Године 1886. је изјавио да последње слике на којима је радио, требају дораде у миру и тишини атељеа, а од 1890-их већину слика је опсежно дорађивао у атељеу. Делом спутан све учесталијом немогућношћу да ухвати тренутке природе, од нарочитог значаја за његово сликарство, Моне је исто као и Писаро, кренуо да истражује једну нову врсту јединства у својим композицијама, трајније и „озбиљније квалитете” од оних које је добијао сликањем напољу непосредно пред мотивом. Ни пре ни касније од импресиониста, није се појавио неки уметнички покрет који би тако високо ценио сликање пред мотивом у природи, али, парадоксално, управо је такво искуство оно што је већини импресиониста показало да истинско сликарство поставља захтеве на које се није могло сасвим успешно одговорити спонтаним скицама пролазне природе.
Покрет настаје шездесетих година XIX века, када је Едуард Мане изложио два ремек-дела: „Доручак на трави“ (1863) у Салону одбијених и „Олимпију'“ (1865) у званичном Салону. Обе слике су изазвале оштру реакцију грађанског укуса који се темељио на делима великих академичара какви су били Кабанел и Деларош. Међутим, поред револтираног грађанства, око Манеа се окупила група младих сликара, која је у то време учила на Академији Суис и Атељеу Глер. У том кругу, који се од 1866. окупљао у кафани Гербуа, налазили су се готово сви будући импресионисти: Клод Моне, Камиј Писаро, Ф. Базил, Огист Реноар, Едгар Дега, Пол Сезан. Поред њих, и књижевници Емил Зола и Астрик, као и критичари Дуранти и Дире. Почела је да се обликује идеја о новом правцу. Група је себе назвала „Анонимно удружење сликара, вајара и гравера’’. После француско-пруског рата млади су се одвојили од Манеа, и први пут као група изложили 1874. у атељеу фотографа Феликса Надара, на Капуцинском булевару. Тада је Моне приказао своју слику „Импресија, рађање сунца“. Критика је и овај пут била оштра. Назив „импресионизам“ употребио је Луј Лерој, када је за лист „Шаривари’’ написао чланак о изложби. Овај израз је употребио у подругљивом смислу, али се касније одомаћио и код самих сликара. 1877. удружење излаже под новим именом.
Импресионизам је био изазван неколицином чинилаца. Уметност ренесансе је исцрпела оно што је могла дати и из тога се концепта није могло ништа више учинити. Други је елеменат појава фотографије 1839. Луј Дагер је примењивао своју дагеротипију да би се развијало врло брзо и у 20. веку већ је позната фотографија у боји. Уметничко дело престало је да конкурише такмацу без премца и оно почиње заокрет ка одвајању и ово одвајање може да се прати кроз касније „изме“. И најзад чињеница је да је у оптици дефинисана светлост различитих таласних дужина и извршена спектрална анализа; црвена наранџаста, жута, зелена, плава и љубичаста - светлост различитих таласних дужина. Користећи се помоћу принципа познавања боја спектра уметници су дошли до закључка да се боље могу изразити помоћу боје него помоћу небоја, беле и црне. Ових 6 боја могу се свести на три основне боје. Импресионисти су компоновали боје по принципу комплементарности боја, све од појаве сликара који су то чинили помоћу суседства боја. Принцип комплементарних боја користили су не само импресионисти већ и фовисти. За импресионисте не постоји сенка која нема светло и црна боја не постоји у платну, сенка се дефинише чистим бојама. Импресионизам полази од етапе у којој се траже мотиви који су богати светлосним ефектима (рани Мане, Моне). Но, после се импресионисти служе техником виргилизма да би у својој завршној фази прешли на лаке додире четкицом и поинтилизам. Импресионисте не занима предмет сам по себи, већ светлост и светлост независна од фундаменталне боје предмета, те је независна и текстура ткива материјала. Импресионизам се занима за светлост која предмет обавија и облик се повезује са атмосфером и елиминише цртеж из слике и тиме и оштре контуре детаља. Код реализма постоји светлост и сенка која је на предмету, међутим, код импресиониста се и сенка сматра светлом. Дешава се да су и први и н-ти план дати једнаким интензитетом а задржава се чистота облика и пропорција.
Импресионизам је расточио цртеж - цртеж је нестао и импресионизам, тражећи сензацију за очи, је – изгубио главу. Неки сликари су прошли кроз фазу импресионизма. Сликар Жорж Сера је покушао да слици врати волумен усвојивши технику импресионизма. То је постизао примењујући ниско светло и дугачке сенке. Његово стварање називамо неоимпресионизам или постимпресионизам, а он га је називао дивизионизам.
Едгар Дега прати пастелним бојама креде ритмичке покрете играчица и своју је пажњу везао за затворени простор, па се самим тим разликује од импресиониста типа Клода Монеа. Код њега светло дефинише облик. Импресионисти су оставили да се облици стопе. С једне стране, у јазу између импресиониста и академиста, примећује се постепено нијанса компромиса - академисти отварају своје палете примењујући одређену луминозност у колориту, а методе импресионизма које доводе до дислокације чврсте форме и чистих оптичких експеримената надокнађују технички поступци градње слике помоћу безбројних ситних честица примарних боја и враћају слици волумен као код Сераа. Дега уздиже тло и на тај начин скраћује дубину сцене - подижући линију хоризонта. Он пресеца слику по вертикали. Под утицајем Манеа био је Анри де Тулуз-Лотрек, који чисту боју полаже релативно кратким потезима четке. Своју пажњу усмерава у затвореном простору. Лотрек је био пасионирани цртач са снагом да у тренутку забележи и ухвати облик, он не контурира само форме, он површину оживљава графичким елементима. Волумен је код њега мање изражен. Он ритмизира боје. Ишао је против класичне композиције слике, тако да он сече слику на местима које ми не очекујемо. Идући за тим да изрази истину, дао је сликарству други карактер. “Старао сам се да изразим истинито, не и главно”. Своју личност идентификује са светлом. Ишао је и за извесном деформацијом облика да би дао слику свога доживљаја. Био је највећи мајстор плаката и сматра се оцем плаката.
Пол Сезан усвојио је палету импресиониста, али је тежио да слици врати чврсту структуру и облик - архитектуру. Кратке потезе усмерава ка одређеним правцима да би добио на чврстини слике и површине. За пропорцију се много не интересује и често извлачи фигуре као и Ел Греко. Код њега утицај дубине није илузионистички. Супротно аналитичко-оптичкој методи импресиониста, он тежи за синтезом облика и долази до сазнања да “је све у природи обликовано према геометријским облицима кугле, купе и ваљка. Из ове његове тезе почиње кубизам.
Из ране фаза импресиониста, поред Едуарда Манеа и Клода Монеа, може се поменути и Огист Реноар који слика женске актове и дечје главе и спада у онај круг сликара у који је радо приман а Цезан иако осетљив, а по природи повучен, одвајао се од осталих импресиониста.
Групи која се бавила проблемом синтезе можемо прикључити и Пола Гогена и Винсента ван Гога. Ван Гог је прошао кроз неколико фаза, најранија јесте холандска фаза - прва фаза када је покушавао као мисионар. Дошавши у Париз почиње његов преображај. Иако је целог живота задржао чисте боје - боје импресионистичке, он је постепено напустио елементе импресионизма. Задржао је кратке потезе у систему кривих линија и композицију у систему комплементарних боја. “Желео сам да црвеним и зеленим бојама да изразим људска страдања и људске страсти”. Цртеж је изразит. Код њега горе ватромети грозничаво распламсалих боја. Гоген се инспирише витражима. Приклонио се великим бојеним површинама и супротстављао их расточеној импресионистичкој слици. У жељи за што непосреднијим доживљавањем природе иде на архипелаг Тихог океана. Док је Ван Гог антиципирао појаву експресионизма, Пол Гоген је наговештавао појаву фовизма.
Импресионисти напуштају атеље да би сликали под „ведрим небом“. Обала реке Сене и Канала, заједно са шумом Фонтенбло (Барбизон), били су главни мотиви тог новог сликарства које је представљало природу преко субјективне импресије. 1839. Ежен Шеврел је написао књигу „О закону симултаног контраста боје“, коју су импресионисти са одушевљењем читали. Његова истраживања су показала да се светлост састоји од основних боја: црвене, жуте и плаве, и од њихових комплементара: наранџасте, љубичасте и зелене. Због тога су сенке сликане хладним, а осветљене површине топлим бојама, чиме је створен радикални прекид са класичним сликарством. Импресионисти ослобађају материју тежине и чврстине, и трансформишу енергију чисте светлости у разигране веселе и сензуалне покрете боја. Есенцијални критеријум овог уметничког правца се састоји у приказивању предмета и природе преко колористичке анализе светлости. Форма се мења под утицајем светлости, растапа, тако да је слика код Монеа дошла до границе апстракције. Тако имамо читаве циклусе слика са истим мотивом сликаних у различитим фазама дана: „Руанска катедрала“, „Локвањи“, „Пластови“, „Станица Сен Лазар“.
Технику импресиониста наговестио је још Жан-Батист-Симеон Шарден у XVIII веку, стављајући потезе различитих тонова исте боје, или комплементарних, једне крај других, тако да се тон „меша“ у самом оку посматрача. Тим дивизионистичким третманом добијали су илузију треперења светлости, светлуцања воде, одсјај. Како би фиксирали краткотрајне призоре у природи била им је потребна брза техника, слична скицирању. Потез постаје кратак, запетаст, брз, сличан елаборацији код Веласкеза, Ел Грека, Халса, Гоје, Фрагонара. Прилив „шиноазерија“, пре свега јапанских естампи на свили и хартији, променио је однос према композицији која постаје неусиљена, попут исечка из живота.
Поред светлости, импресионисти су истраживали и покрет, посебно Реноар и Дега. Дијапазон мотива се проширује са пејзажа на фигуре, градски живот, игранке, коњске трке, сцене из кафеа, позоришта. Дега се од осталих импресиониста разликовао по теми, форми која остаје чврста, при чему није занемарио анализу светлости.
Полазећи од таквог третмана боје, који се из почетка није догматски примењивао, неоимпресионисти, чији су главни представници Жорж Сера и Пол Сињак, кренули су путем научне анализе боје, да би дошли до технике поентилизма (или дивизионизма). Као реакција на импресионизам (који је дошао до фазе када је почео да растапа унутрашњу структуру слике), јављају се промене у делима Пола Сезана, [Винсента ван Гога и Пола Гогена, будућих постимпресиониста и претеча модерне.
Циљ импресионизма је стварање перфекционисане илузије изгледа природе, где све, па чак и пролазни ефекат светлости, може бити представљено. Приказивање атмосфере и представљање субјективне импресије преко духовног подстицаја, одређују стилистички карактер овог правца.

## Најпознатији сликари импресионисти
- Фредерик Базил
- Жан Беро
- Мери Касат
- Гистав Кајбот
- Пол Сезан
- Ловис Коринт
- Едгар Дега
- Пол-Анри Диберже
- Џорџ Вартон Едвардс
- Фредерик Карл Фрајсек
- Ева Гонзалес
- Арман Гијомен
- Назми Зија Гуран
- Чајлд Хасем
- Јохан Јонгкинд
- Лора Манц Лајел
- Макс Либерман
- Едуар Мане (иако он себе није сматрао импресионистом, сврставамо га у импресионисте)
- Вилард Меткаф
- Клод Моне
- Берта Моризо
- Вилијам Мекгрегор Пакстон
- Лила Кабот Пери
- Камиј Писаро
- Огист Реноар
- Теодор Робинсон
- Зинаида Серебријакова
- Алфред Сисле
- Џон Хенри Твочмен
- J. Alden Weir
- Константин Јуон
- Бета Вукановић
- Риста Вукановић

## Импресионистичка техника
Импресионисти су се интересовали за светло, и његове промене које изазива у току дана, односно године. У својим техникама су сломили све оно што је до тада било предавано на академијама и овај правац представља почетак савременог сликарства, а техника је била базирана на следећим ставкама:
- они су сликали кратким потезима киста, чији су трагови били видљиви у слици и нису се оптерећивали појединостима, односно детаљима; главно импресионистичко средство постаје импресионистичка овако створена флека која захвата све промене и хватање тренутка;
- нису мешали боје на палети, већ директно на платнима;
- нису употребљавали црну боју, већ су нијансе добијали мешањем комплементарних боја;
- открили су игре светла и сенке и промене боје које се догађају на две упоредо стојеће површине које су различито обојене и проучавали ове ефекте;
- за слике сенки у природи су употребљавали плаву боју, што је доприносило отворености слике;
- нове слојеве боје су додавали пре него што су се стари слојеви осушили и тако добијали мекше контуре и боље мешање боје;
- нису се заносили сликањем лазурним бојама већ су боје наносили у слојевима;
- сликали су у пленеру и нису се обазирали на традицију, већ су сликали онако како су хтели.

Импресионисти су лакше радили са бојама које су сада биле у тубама (од 1870. године су се појавиле готове справљене боје), до тада су сликари морали сами да справљају боје од боје у праху које су морали мешати са уљем као везивом за боје.

## Импресионизам у скулптури
У времену импресионизма се појављују скулптуре које се карактеришу меким модулацијама и, као и у сликарству, живом игром светлости и сенке. Значајни су представници Огист Роден и Бурдел Антоан.
Огист Роден (1840—1917) један од највећих скулптора XIX века који излази из студија антике, готике, ренесансе и оријенталне уметности. За основ своје уметности је сматрао природу којој остаје веран до смрти. Људско тело је било за њега најбоље средство којим се могло изразити свако душевно стање.
Емил Антоан Бурдел (1861—1929) био је један од најталентованијих Роденових ученика, али, за разлику од свога учитеља, обраћао је пажњу на дела која су архаичнија од Фидијиних и Микеланђелових, које је проучавао његов учитељ, и створио је властити стил. Створио је неколико монументалних споменика и велики број пластика.

## Књижевност
Импресионизам у књижевности се јавља пре свега у оснажењу лиричности и музичког стиха. Базира се на интимистичкој поезији. Даље је дошло до изражавања наговештавањем описа емоција и расположења, што је водило до неког зближавања са симболизмом.
Из тога логично произилази да се импресионизам појављује у песмама где је добро изражавати осећања и расположења, а ако се показао у прози или драми, било је код ликова описа осећања и расположења, што је водило у уништавање радње и због тога та дела нису имала успеха.

## Музика
Импресионизам је у музику, у којој је такође оставио своје трагове, унео нова средства. За творца музичког импресионизма се сматра Клод Дебиси који се надовезао на многе музичке узоре и снажно утицао на музику XX века.
У импресионизму доминира култ мале форме - клавирска минијатура и соло песма добијају значај сличан оном који су имале у делима раних романтичара. Спољашње контуре форме су јасне, прегледне, али је унутрашња структура врло често мозаична и негира романтичарски принцип развојности као доминантни у музичком мишљењу.
Веће форме су ређе, али их има у: операма (Дебисијев „Пелеас и Мелисанда“), балетима (посебно код руских композитора), симфонијској музици (поеме и друге слободне форме) и нешто мање у камерној (сонате, квартети).
Инструментација подвлачи доминантну улогу боје у изразу. Клавир је најважнији инструмент, али је подвргнут новом третману, различитом од романтичарског. Врло често се изостављају лимени дувачки инструменти.
Клод Дебиси (1862—1918) је француски композитор који се сматра за оснивача музичког импресионизма. Његово стваралаштво је превазишло границе импресионизма. Писао је опере, балете, дела за виолончело и клавир, прелудије, као и зборове и песме.